# Pamphagidae
Los panfágidos (Pamphagidae) son una familia de insectos ortópteros celíferos. Se distribuye por Europa, Asia y África.

## Géneros
Según Orthoptera Species File (31 de marzo de 2010):
- Akicerinae Bolívar, 1916
  - Akicerini Bolívar, 1916
    - Akicera Serville, 1831

  - Thrinchini Stål 1876
    - Dhofaria Koçak & Kemal, 2008
    - Haplotropis Saussure, 1888
    - Strumiger Zubovski, 1896
    - Sulcotropis Yin & Chou, 1979
    - Thrinchus Fischer von Waldheim, 1833

  - tribu indeterminada
    - Adephagus Saussure, 1887
    - Batrachornis Saussure, 1884
    - Batrachotetrix Burmeister, 1838
    - Eremotettix Saussure, 1888
    - Glyphanus Fieber, 1853
    - Tuarega Uvarov, 1943
- Echinotropinae Dirsh, 1961
  -     - Echinotropis Uvarov, 1944
    - Geloiomimus Saussure, 1899
    - Parageloiomimus Dirsh, 1961
    - Thrincotropis Saussure, 1899
- Nocarodesinae Bolívar, 1916
  -     - Araxiana Mishchenko, 1951
    - Bufonocarodes Mishchenko, 1951
    - Iranacris Mishchenko, 1951
    - Nocaracris Uvarov, 1928
    - Nocarodes Fischer von Waldheim, 1846
    - Paranocaracris Mishchenko, 1951
    - Savalania Mishchenko, 1951
- Orchaminae Zhang, Hong Yin & Yin, 2003
  -     - Acaeropa Uvarov, 1927
    - Acinipe Rambur, 1838
    - Eumigus Bolívar, 1878
    - Orchamus Stål, 1876
- Pamphaginae Burmeister, 1840
  - Euryparyphini Unknown
    - Euryparyphes Fischer, 1853
    - Nadigeumigus La Greca, 1993
    - Paraeumigus Bolívar, 1914
    - Paraeuryparyphes La Greca, 1993
    - Pseudamigus Chopard, 1943

  - Finotiini Bolívar, 1916
    - Finotia Bonnet, 1884

  - Pamphagini Burmeister 1840
    - Kurtharzia Koçak, 1981
    - Mistshenkoella Cejchan, 1969
    - Neoparanothrotes Mirzayans, 1990
    - Ocneridia Bolívar, 1912
    - Ocnerodes Brunner von Wattenwyl, 1882
    - Ocneropsis Uvarov, 1942
    - Ocnerosthenus Massa, 1995
    - Paktia Pfadt, 1970
    - Pamphagus Thunberg, 1815
    - Paracinipe Descamps & Mounassif, 1972

  - tribu indeterminada
    - Acrostira Enderlein, 1929
    - Cryptonothrotes La Greca, 2004
    - Ebnerodes Ramme, 1951
    - Eunapiodes Bolívar, 1907
    - Glauia Bolívar, 1912
    - Glauvarovia Morales-Agacino, 1945
    - Prionosthenus Bolívar, 1878
    - Pseudoglauia Morales-Agacino & Descamps, 1968
    - Purpuraria Enderlein, 1929
    - Sinohaplotropis Cao & Yin, 2008
- Porthetinae Bolívar, 1916
  -     - Aphantotropis Uvarov, 1924
    - Bolivarella Saussure, 1887
    - Cultrinotus Bolívar, 1915
    - Hoplolopha Stål, 1876
    - Lamarckiana Kirby, 1910
    - Lobosceliana Dirsh, 1958
    - Pagopedilum Karsch, 1896
    - Porthetis Serville, 1831
    - Puncticornia Dirsh, 1958
    - Stolliana Bolívar, 1916
    - Transvaaliana Dirsh, 1958
    - Vansoniacris Dirsh, 1958
    - Xiphoceriana Dirsh, 1958
- Prionotropisinae Zhang, Hong Yin & Yin, 2003
  -     - Asiotmethis Uvarov, 1943
    - Atrichotmethis Uvarov, 1943
    - Beybienkia Tsyplenkov, 1956
    - Eoeotmethis Zheng, 1985
    - Eotmethis Bei-Bienko, 1948
    - Eremocharis Saussure, 1884
    - Eremopeza Saussure, 1888
    - Eremotmethis Uvarov, 1943
    - Filchnerella Karny, 1908
    - Glyphotmethis Bei-Bienko, 1951
    - Iranotmethis Uvarov, 1943
    - Kanotmethis Yin, 1994
    - Melanotmethis Uvarov, 1943
    - Mongolotmethis Bei-Bienko, 1948
    - Paratmethis Zheng & He, 1996
    - Pezotmethis Uvarov, 1943
    - Prionotropis Fieber, 1853
    - Pseudotmethis Bei-Bienko, 1948
    - Rhinotmethis Sjöstedt, 1933
    - Sinotmethis Bei-Bienko, 1959
    - Tmethis Fieber, 1853
- Tropidaucheninae Zhang, Hong Yin & Yin, 2003
  -     - Eunothrotes Adelung, 1907
    - Oronothrotes Mishchenko, 1951
    - Paranocarodes Bolívar, 1916
    - Paranothrotes Mishchenko, 1951
    - Saxetania Mishchenko, 1951
    - Tropidauchen Saussure, 1887
- sub-familia indeterminada
  -     - Neotmethis Usmani, 2008
    - Utubius Uvarov, 1936